# Bridelia triplocarya
Bridelia triplocarya är en emblikaväxtart som beskrevs av Airy Shaw. Bridelia triplocarya ingår i släktet Bridelia och familjen emblikaväxter.
Artens utbredningsområde är Papua Nya Guinea. Inga underarter finns listade i Catalogue of Life.